# Moodymann
Moodymann, pseudonimo di Kenny Dixon, Jr. (Los Angeles, ...), è un compositore, produttore discografico e disc jockey statunitense.
Cresciuto a Detroit fin dall'età di tre settimane, è proprietario delle etichette discografiche Mahogani Music e KDJ Records, ed è membro del collettivo 3 Chairs.

## Stile ed influenze
Si ritiene che Moodymann abbia «sviluppato modalità ibride di registrazione e performance che incorporano supporti analogici e digitali - la riproduzione di strumenti "reali" con la" pressione di pulsanti dal vivo». Philip Sherburne di Pitchfork scrisse: «Le sue produzioni di campioni hanno attinto ad artisti come Stevie Wonder, Marvin Gaye e Chic, per non parlare della musica gospel, e i suoi ritmi sono sempre rimasti radicati nel bump and swirl della discoteca.»

## Vita privata
Nel gennaio 2019, Moodymann pubblicò sul suo profilo Instagram un video, successivamente rimosso, che mostrava la polizia di Highland Park mentre lo teneva sotto tiro nella sua macchina parcheggiata, di sua proprietà. Il dipartimento di polizia rilasciò una dichiarazione in cui affermava che durante l'incidente, il DJ non aveva mostrato la prova che l'auto fosse sua o anche un documento di identità, portandolo all'arresto. Moodymann venne quindi scarcerato dopo gli accertamenti.

## Discografia

### Album
- Silentintroduction (1997)
- Mahogany Brown (1998)
- Forevernevermore (2000)
- Silence in the Secret Garden (2003)
- Black Mahogani (2004)
- Black Mahogani II (2004)
- Det.riot '67 (2008)
- Anotha Black Sunday (2009)
- Picture This (2012)
- ABCD (2013)
- Moodymann (2014)
- Sinner (2019)
- Taken Away (2020)[13]

### DJ mix
- Moodymann Collection (2006)
- DJ-Kicks (2016)

### EP
- The Telephone (2001)
- I Guess U Never Been Lonely (2012)

### Singoli
- "I Like It" / "Emotional Content" (1994)
- "Moodymann" (1995)
- "Long Hot Sex Nights" / "The Dancer" (1995)
- "The Day We Lost the Soul" (1995)
- "Don't Be Misled!" (1996)
- "I Can't Kick This Feelin When It Hits" / "Music People" (1997)
- "U Can Dance If U Want 2" (1997)
- "In Loving Memory" (1997)
- "Dem Young Sconies" / "Bosconi" (1997)
- "Silent Introduction" (1997)
- "Music Is..." (1997)
- "Joy Pt. II" (1997)
- "Amerika" (1997)
- "Forevernevermore" (1998)
- "Just Anotha Black Sunday Morning with Grandma" (1998)
- "Sunday Morning" / "Track Four" (1998)
- "Black Mahogany" (1998)
- "Shades of Jae" (1999)
- "The Thief That Stole My Sad Days... Ya Blessin' Me" (1999)
- "Don't You Want My Love" (2000)
- "Deleted Rehearsals" (2000)
- "Analog: Live" (2000)
- "J.A.N." (2001)
- "Nmywagon" (2001)
- "Sweet Yesterday" (2003)
- "Shattered Dreams" (2003)
- "Silence in the Secret Garden" (2003)
- "Untitled" (2004)
- "Ampapella" (2005)
- "How Sweed It Is" (2005)
- "I'd Rather Be Lonely" (2007)
- "Technologystolemyvinyle" (2007)
- "Ol' Dirty Vinyl" (2010)
- "Freeki Mutha F*cker (All I Need Is U)" (2011)
- "Why Do U Feel" (2012)
- "Sloppy Cosmic" / "Hangover" (2014)
- "Pitch Black City Reunion" / "Got Me Coming Back Rite Now" (2018)

## Doppiaggio
- KDJ - GTA Online Los Santos Tuners (2021)